# Ел Гаранада (Калифорнија)
Ел Гаранада (енгл. El Granada) насељено је место без административног статуса у америчкој савезној држави Калифорнија.

## Демографија
По попису из 2010. године број становника је 5.467, што је 257 (-4,5%) становника мање него 2000. године.
| Група             | 2000.         | 2010.         |
| Белци             | 4.418 (77,2%) | 4.210 (77,0%) |
| Афроамериканци    | 32 (0,6%)     | 45 (0,8%)     |
| Азијати           | 163 (2,8%)    | 190 (3,5%)    |
| Хиспаноамериканци | 900 (15,7%)   | 813 (14,9%)   |
| Укупно            | 5.724         | 5.467         |